# Tarcento
Tarcento (Tarcint auf Friulanisch) ist eine italienische Gemeinde mit 8845 Einwohnern (Stand 31. Dezember 2023) in der Region Friaul-Julisch Venetien.

## Geografie
Tarcento liegt in 230 m Seehöhe, 20 Kilometer nördlich von Udine. Das Städtchen wird geprägt durch eine Gegend ländlichen Charakters in unterschiedlicher und kontrastierender Ausformung: im Norden die Julischen Voralpen, eindrucksvolle den Horizont abrieglende Kalk-Befestigungen; im Süden die weite friulanische Ebene; gegen Osten die Colli Orientali; nach Westen das Moränen-Amphitheater des Tagliamento, die nach der letzten Eiszeit entstandene Hügellandschaft.

### Ortsteile
Bulfons, Ciseriis, Coia, Collalto, Collerumiz, Loneriacco, Molinis, Sammardenchia, Sedilis, Segnacco, Stella, Zomeais

### Nachbargemeinden
Cassacco, Lusevera, Magnano in Riviera, Montenars, Nimis, Reana del Rojale, Tricesimo

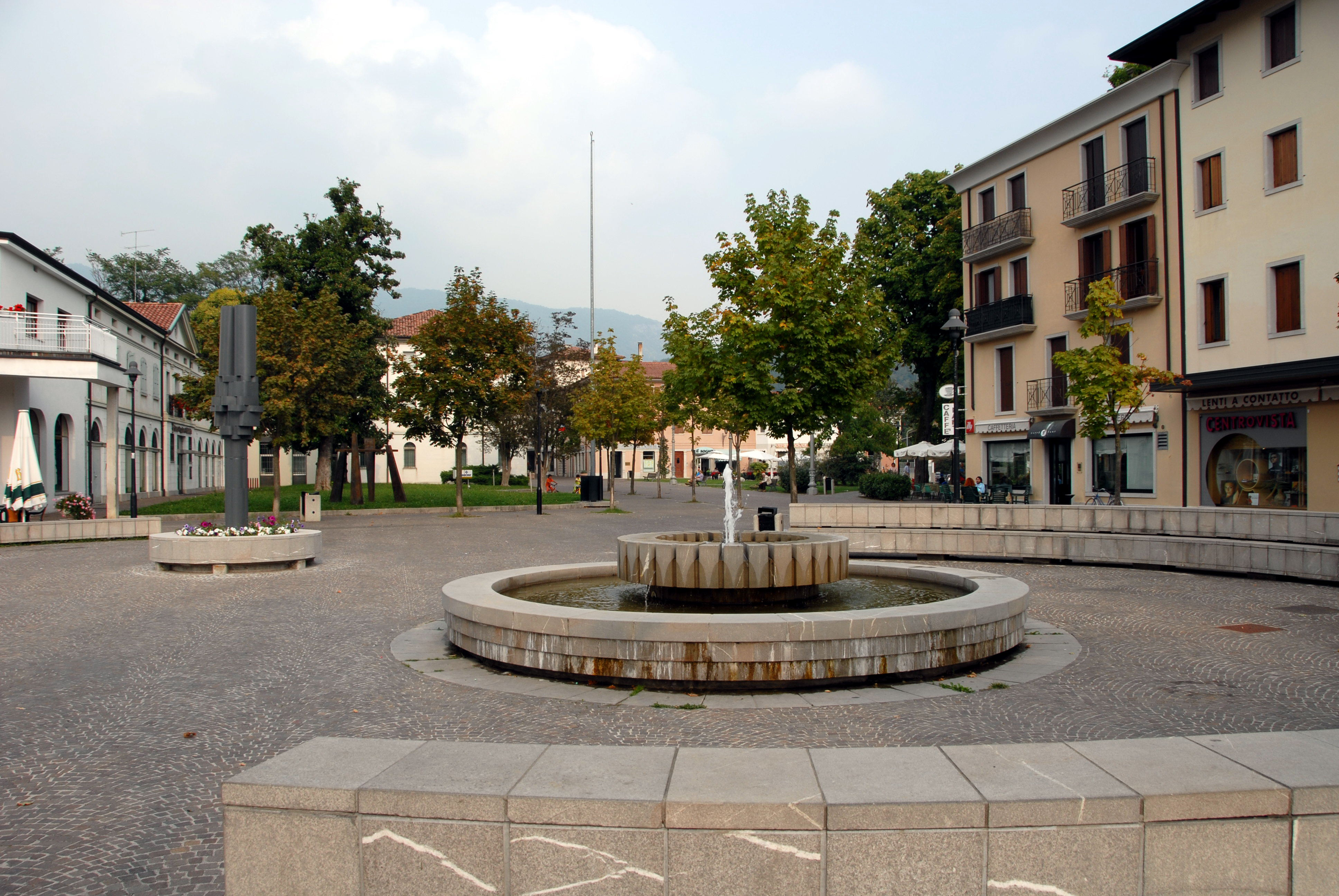
Hauptplatz in Tarcento

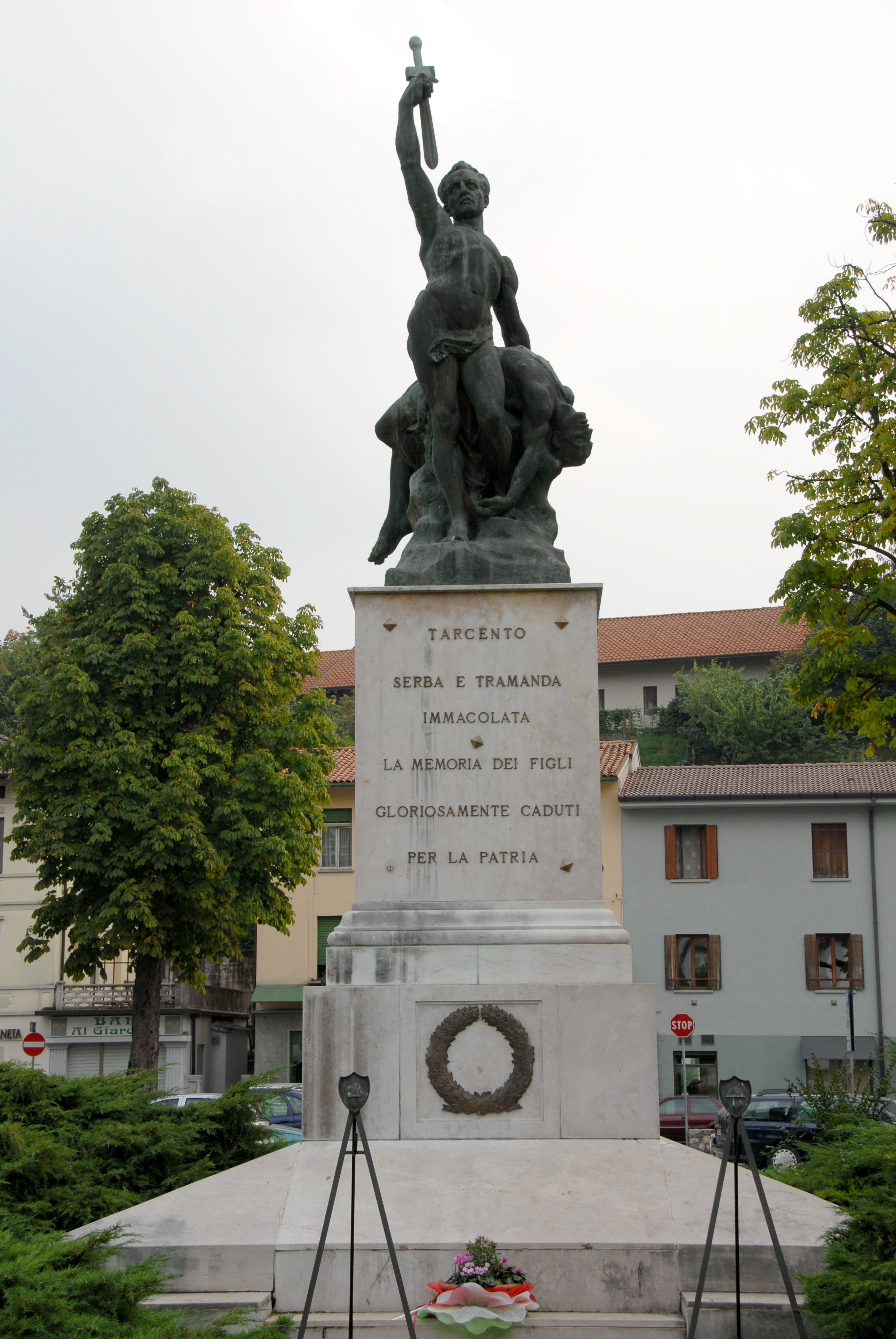
Denkmal für die Kriegsgefallenen

## Geschichte
Die ersten urkundlichen Namensnennungen von Tarcento stammen aus dem 12. Jahrhundert, die Stadt rühmt sich jedoch viel älterer Ursprünge: Die Gelehrten sprechen von steinzeitlichen Populationen, auf die prähistorische Besiedlungen folgten, danach keltische, und dann die Kolonisation der Römer. Bis zur ersten Namensnennung muss man sich allerdings noch bis zum Jahr 1126 gedulden, als Tarcento Domäne derer von Machland war, die aus Perg (Österreich) stammten. 1219 wurden die Machland von den Kaporiakern abgelöst. 1281 vergab der Patriarch von Aquileia, Raimondo dalla Torre, das Lehen an den adeligen Artico von Castel Porpetto. Tarcento verblieb somit unter der Gerichtsbarkeit der Castel von Porpetto bis zur Zeit von Napoleon (1797). 1866 wurde das Städtchen dem Königreich Italien eingegliedert und wurde somit Bezirks-Hauptort. Teile des Orts wurden von einem Erdbeben am 6. Mai 1976 zerstört und in den Folgejahren wieder aufgebaut.

## Sehenswürdigkeiten

### Villen
Die kleine Stadt am Torre wurde zu Beginn des zwanzigsten Jahrhunderts die „Perle von Friaul“ genannt. Mildes Klima und die schöne Lage begünstigten die Errichtung zahlreicher Villen. Die Architekten Ruggero Berlam und sein Sohn Arduino Berlam schufen mit der Villa Moretti (zirka 1920) eines ihrer schönsten Bauwerke. Ebenso bemerkenswert ist die Villa Pontoni, deren ältester Teil („palazzat“), die ehemalige Hauptresidenz der adeligen Familie Frangipane, auf das 16. Jh. zurückgeht; weiters die Villa Angeli, später im Besitz der Frangipane und der Prampero, mit Innendekorationen von Francesco Barazzutti (19. Jh.); Villa de Rubeis, erbaut 1759; Villa Marcuzzi (1924), entworfen von Ermes Midena, der Palazzo Frangipane in Villafredda, heute in öffentlicher Hand; schließlich die in eine mittelalterliche, befestigte Anlage eingesetzte, zauberhafte Villa Liruti.

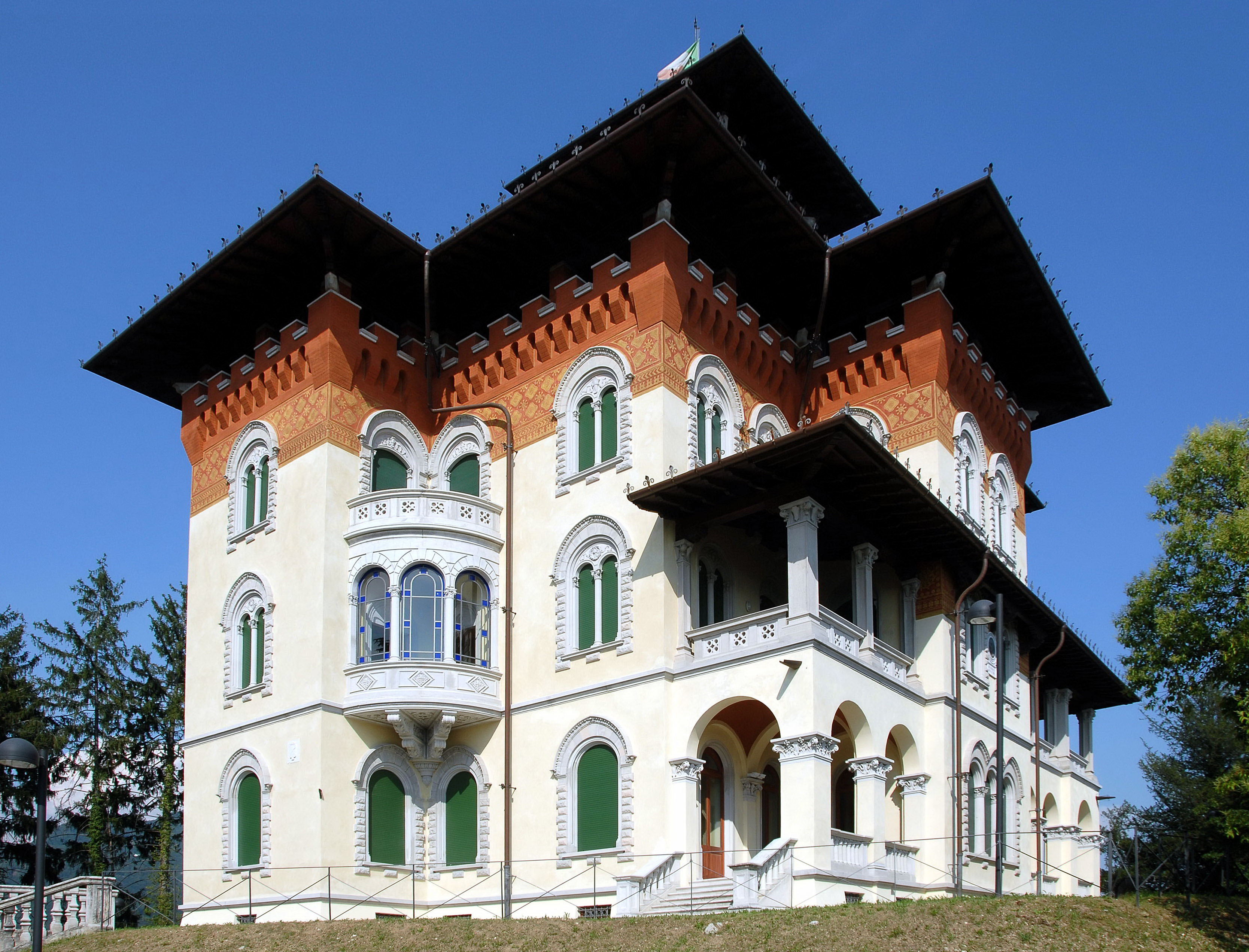
Villa Moretti
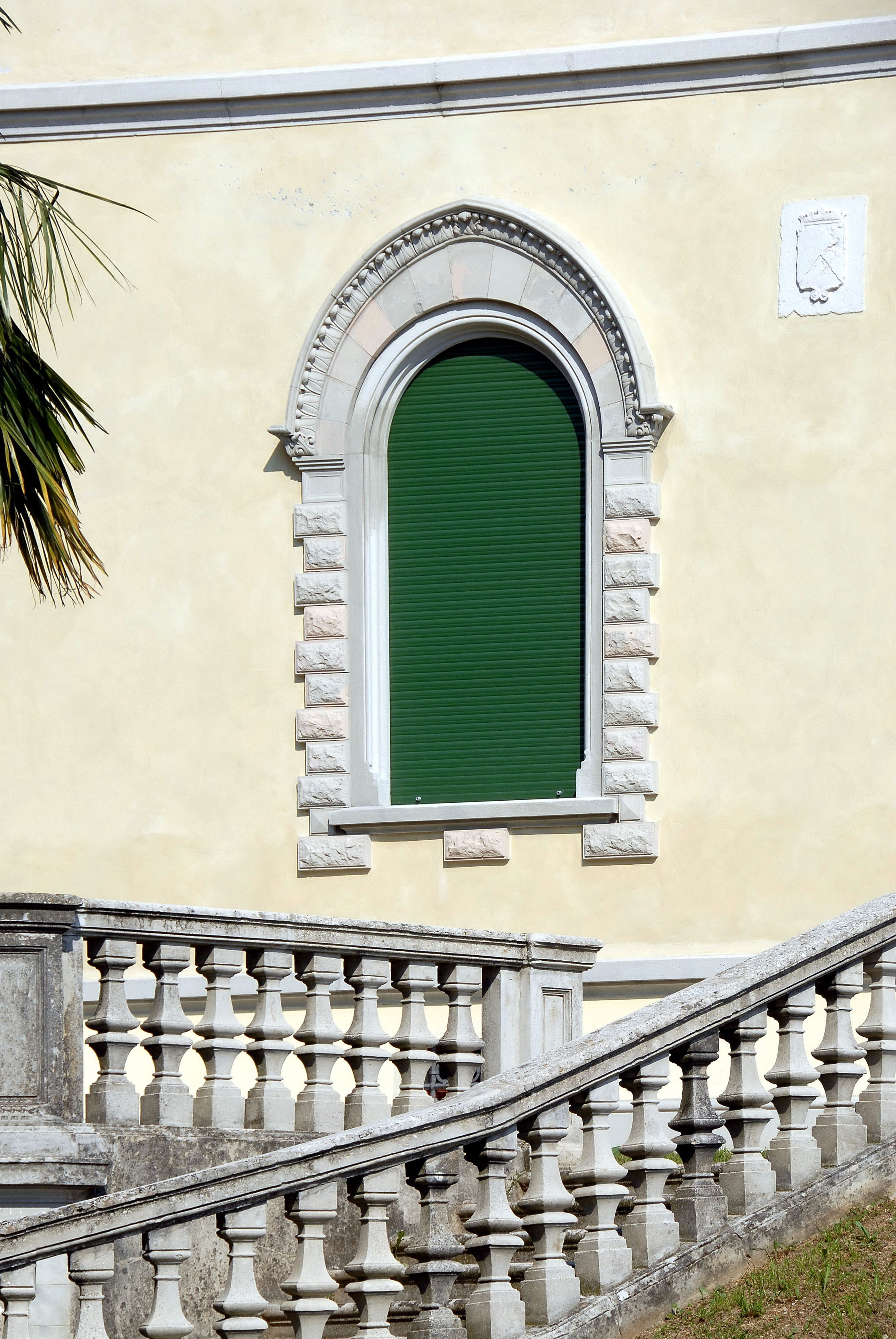
Detail der Villa Moretti
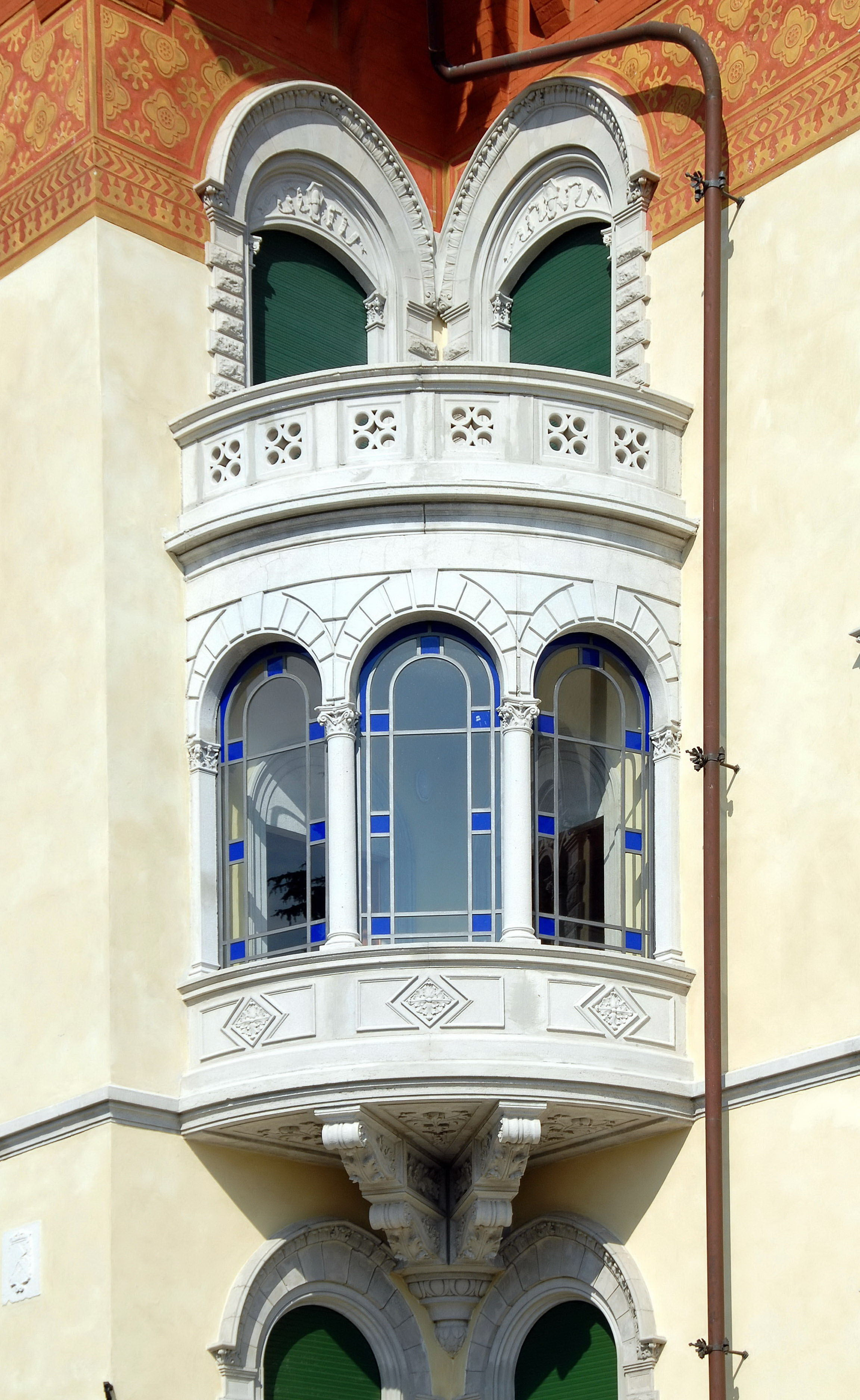
Erker der Villa Moretti
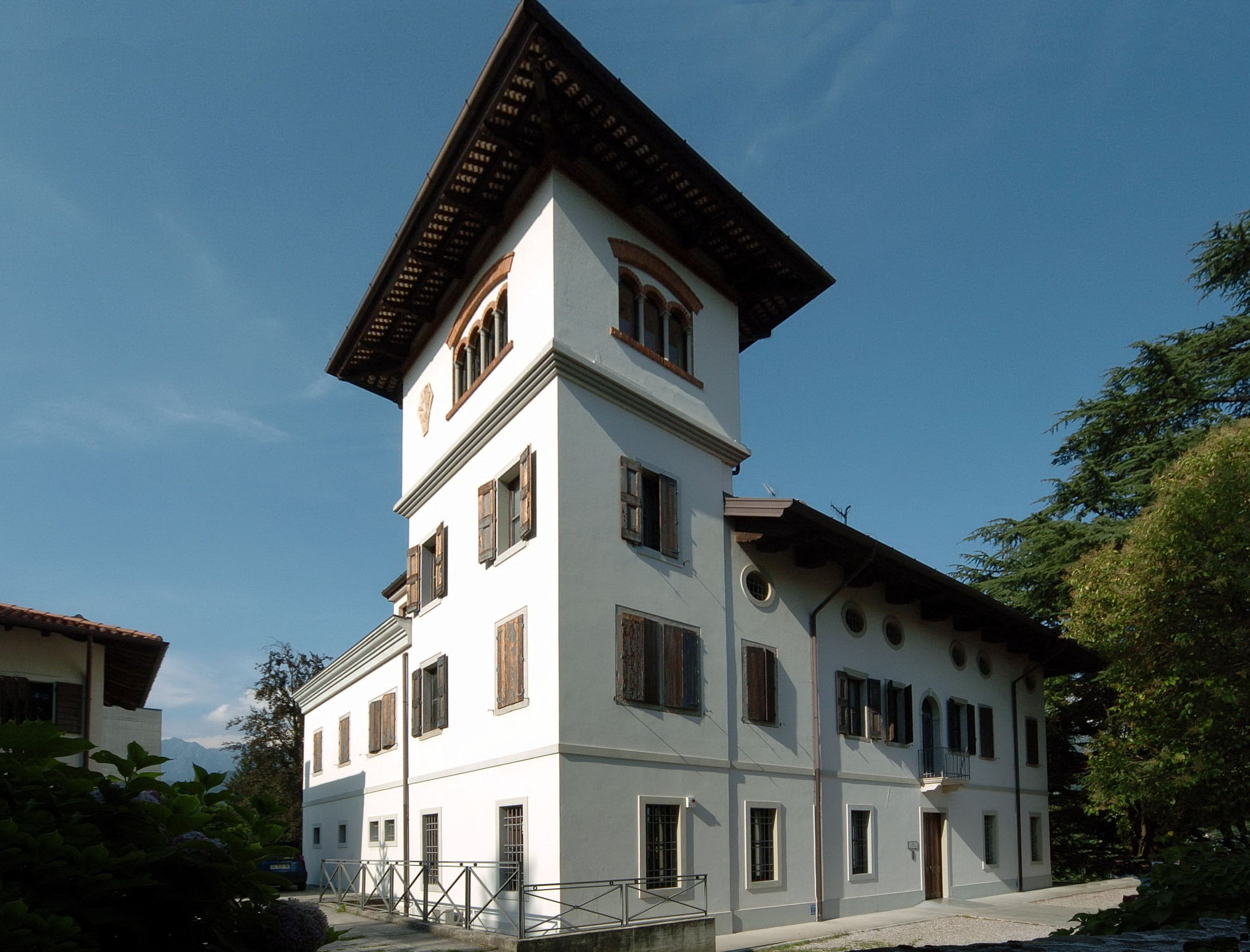
Villa Pontoni
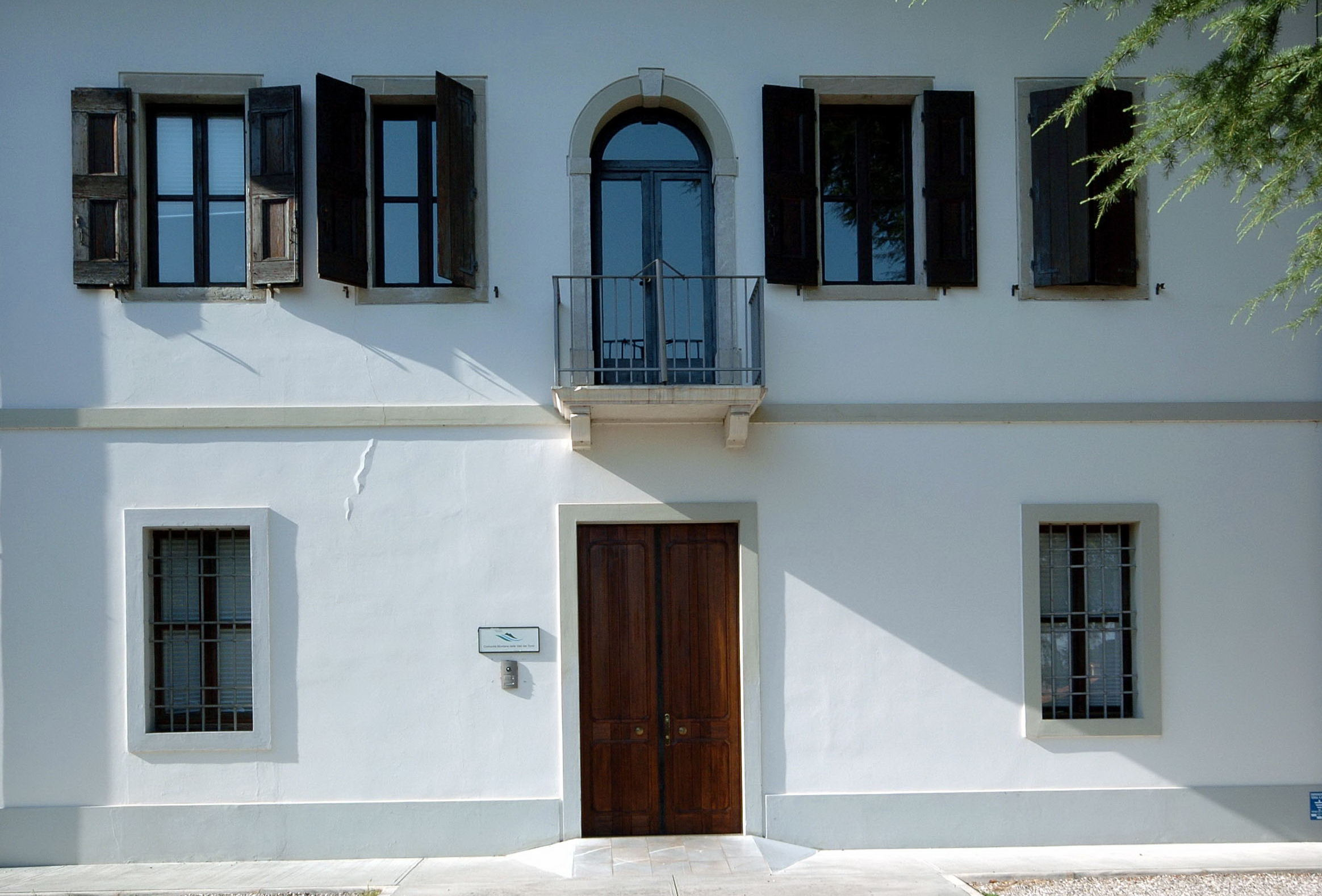
Ausschnitt der Villa Pontoni

### Pfarrkirche San Pietro

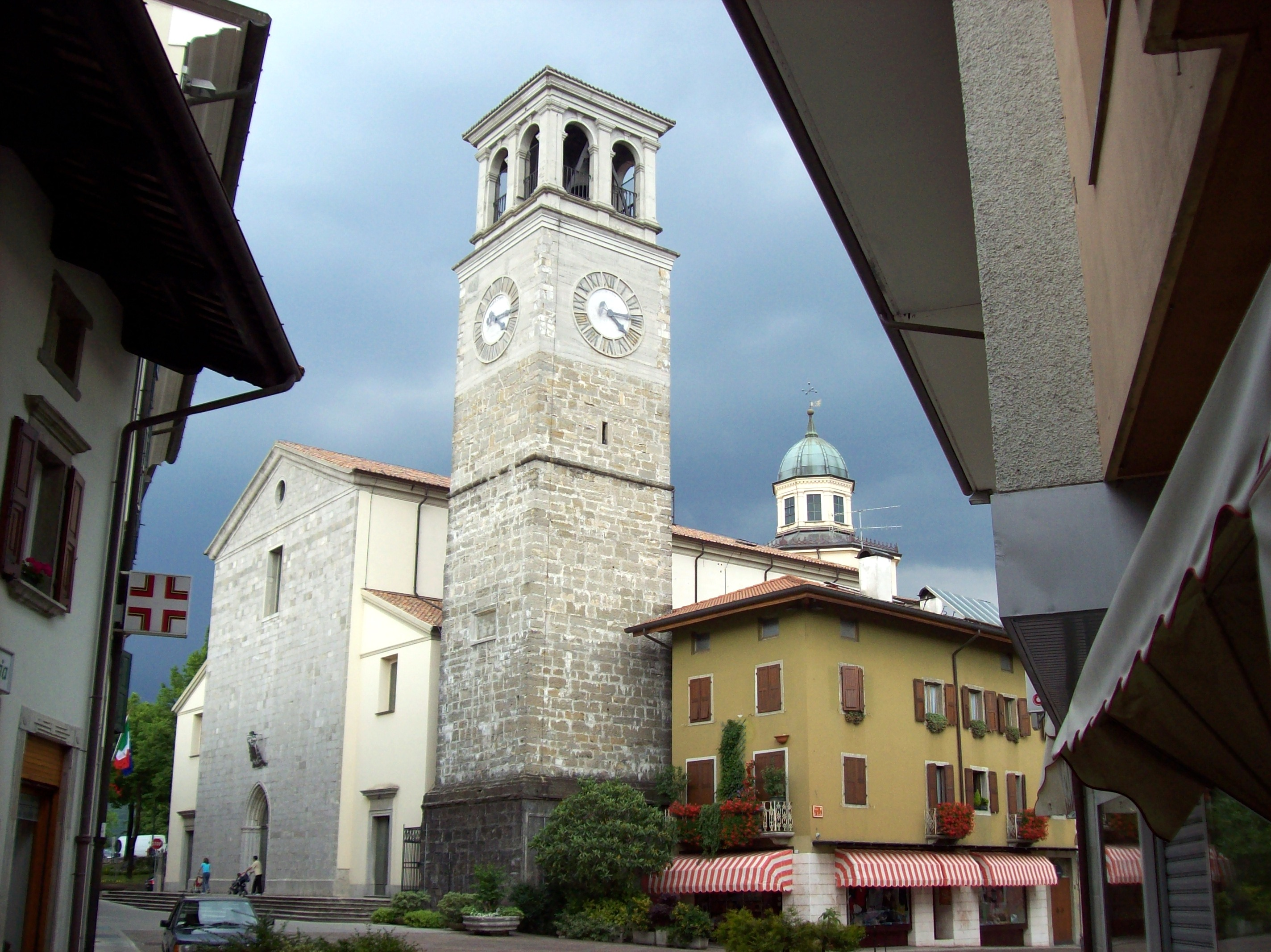
Pfarrkirche San Pietro

Die Pfarrkirche im Stadtzentrum geht auf die romanische Zeit zurück, jedoch wurde sie im 15. Jahrhundert umgebaut und später erweitert und verändert.
1813 kaufte man den Hochaltar von der Kirche Santa Maria della Cella in Cividale. Dieses imposante, aus Marmor gefertigte Kunstwerk ist mit schönen Statuen aus dem 16. Jahrhundert ausgestattet. Das Altarbild zeigt die Schlüsselübergabe an Petrus und wurde von Odorico Politi angefertigt. Es ist an antiken Modellen angelehnt, korrekt ausgeführt, wenn auch ein wenig theatralisch in der Darstellung. Dekorationen von Francesco Barazzutti zieren den Chor. Die Decke im Kirchenschiff ist mit Fresken einer Mariä Himmelfahrt von Giuseppe Ghedina aus dem Jahre 1874 ausgestaltet.

### Mittelalterliche Burg
Die auf dem Hügel in 410 m Seehöhe in der Nähe des Dorfes Spizzot gelegene obere Burg (Mitte des 14. Jahrhunderts zerstört) war wesentlich älter als die untere Burg (14. bis 16. Jahrhundert) oder der Palazzo Frangipane (16./17. Jahrhundert). Heute sind davon praktisch keine Mauerreste mehr vorhanden. Lediglich von der unteren Burg ist noch der verfallende Bergfried als stummer Zeuge vorhanden. Das neue Schloss Frangipane fungiert heute als Rathaus.

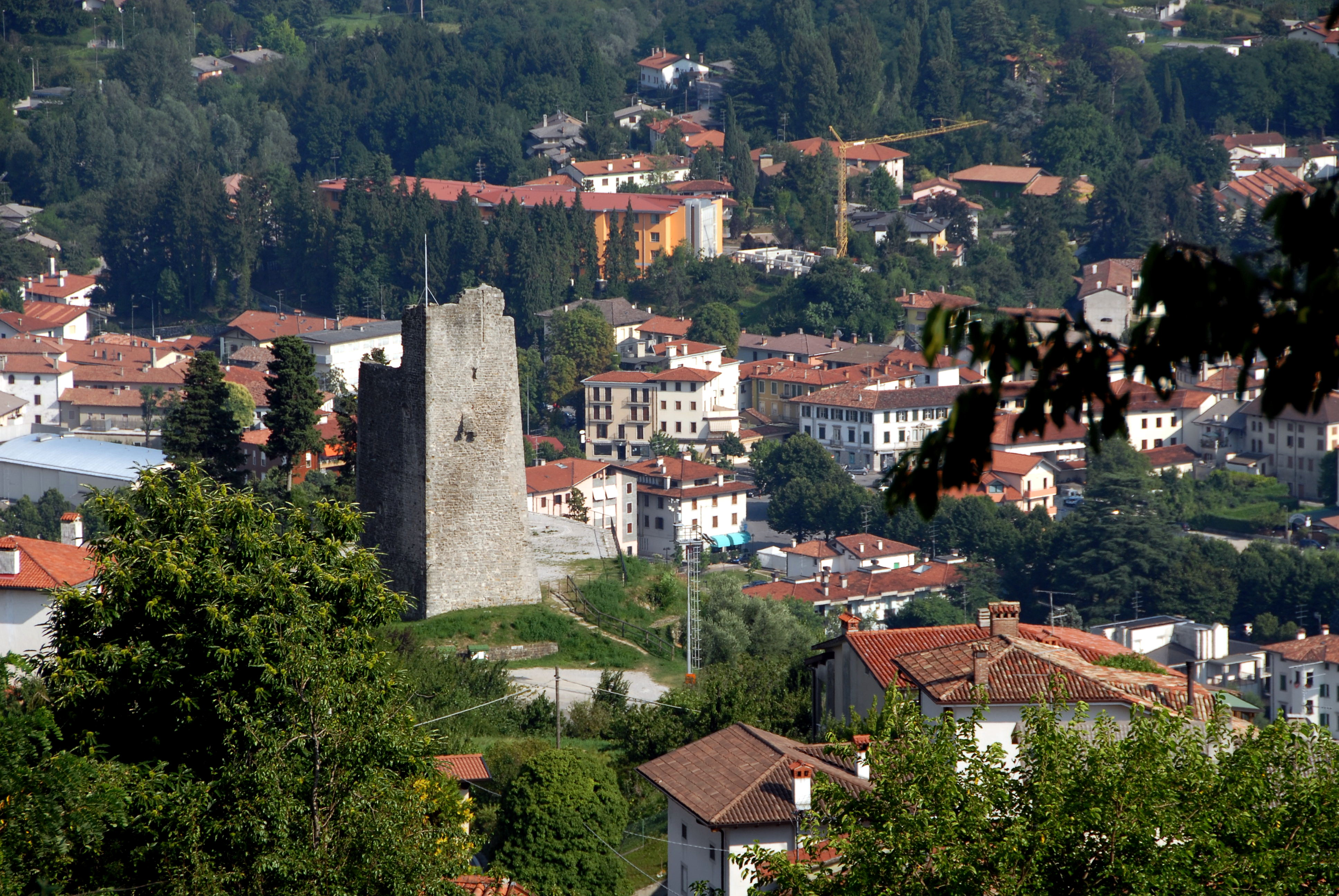
Bergfried der unteren Burg
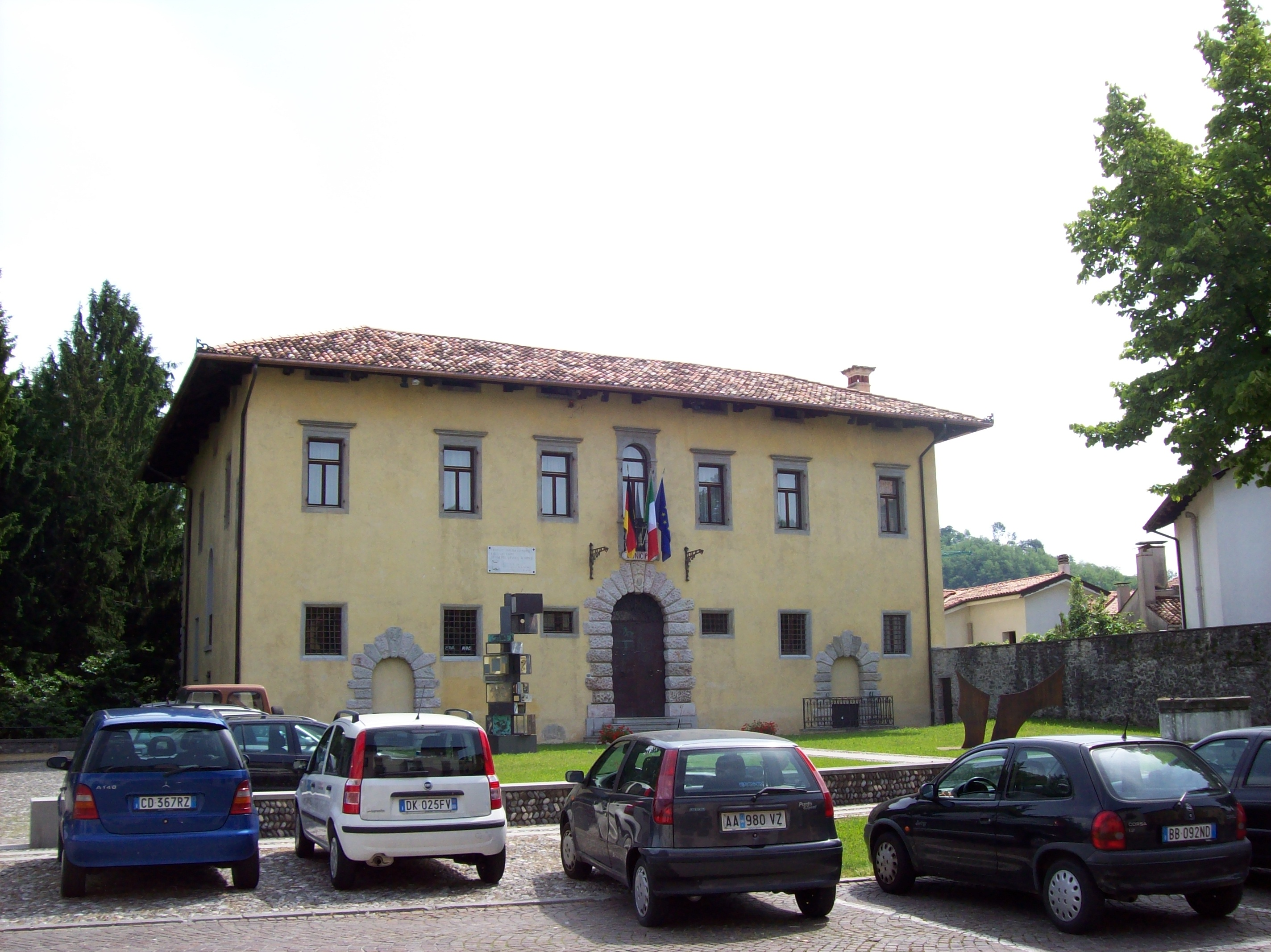
Palazzo Frangipane – Rathaus
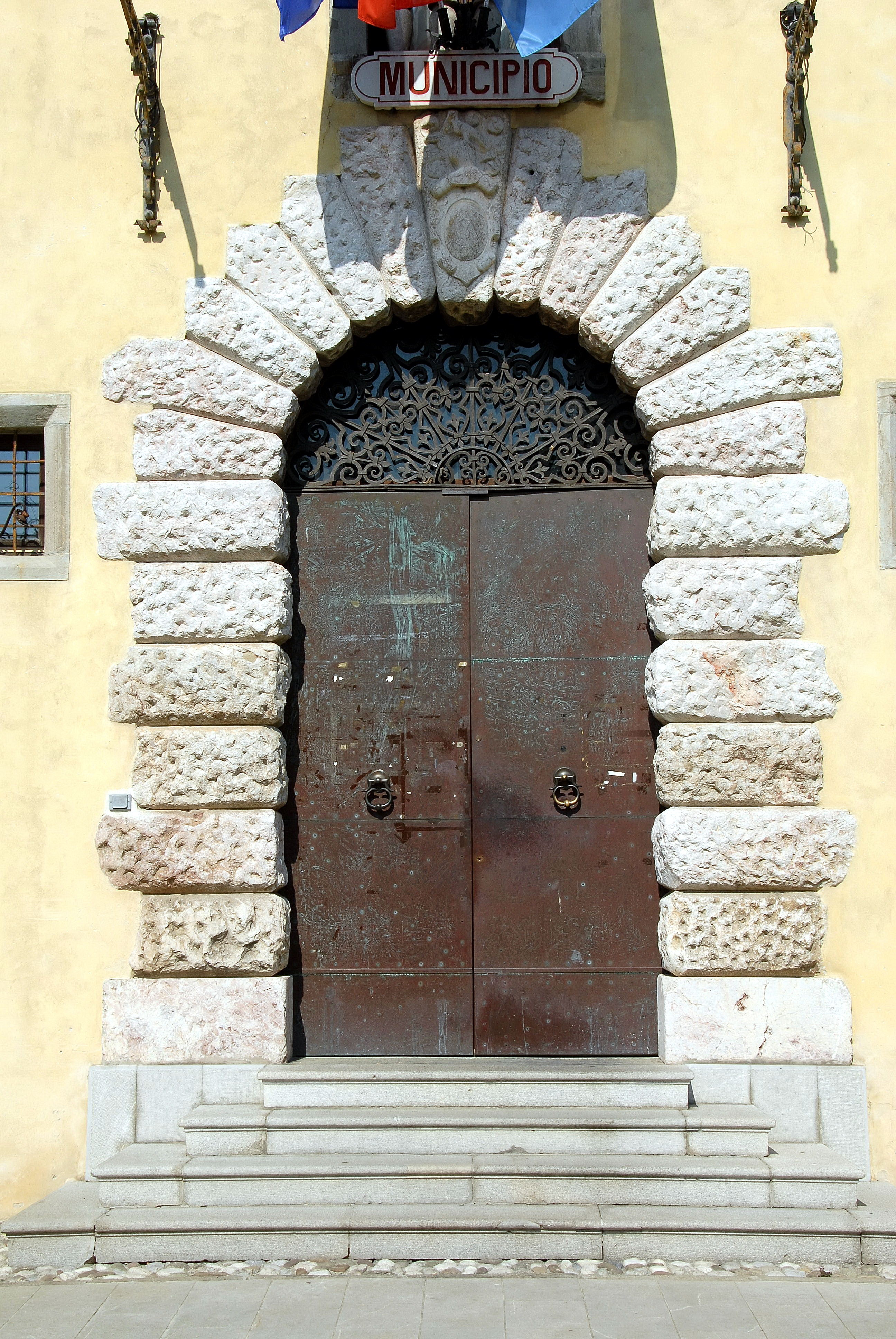
Portal des Rathauses

## Gemeindepartnerschaften
Tarcento ging am 1. Juni 2008 eine Gemeindepartnerschaft mit der oberbayrischen Gemeinde Unterföhring ein.